# Hip-hop au Bangladesh
Le hip-hop au Bangladesh désigne le mouvement et la culture hip-hop ayant émergé au Bangladesh. Le rap local s'inspire principalement du rap américain, et a émergé au début des années 2000. Plus tard de nombreux groupes et rappeurs underground émergeront dans les grandes villes comme Dhaka, Sylhet et Chittagong,,,.